# Olimpiada Solidaria de Estudio
La Olimpiada Solidaria de Estudio (OSE) es una iniciativa de la organización no gubernamental (ONG) Coopera ONGD dirigida a los jóvenes quienes pueden colaborar, con sus horas de estudio, en la recaudación de fondos destinados a proyectos educativos y de formación profesional en países desfavorecidos. En 2007, la Unión Europea consideró este proyecto de cooperación como uno de los mejores.

## Objetivos
En fechas determinadas, los jóvenes acuden a estudiar a las salas habilitadas para ello. Por cada hora de estudio en esas fechas, los patrocinadores destinan una cantidad de dinero para financiar proyectos educativos que varían en función de las necesidades de los países beneficiarios, identificadas por la organización de la Olimpiada.
Bajo el lema “Si estudias, cooperas”, la OSE posee un doble objetivo: concienciar sobre el obstáculo que supone la falta de educación para la mejora de las condiciones de vida de millones de personas y lograr la enseñanza primaria universal, que es uno de los Objetivos de Desarrollo del Milenio.

## Organizadores
La Olimpiada Solidaria de Estudio está organizada por tres ONG: las españolas Coopera ONGD y Cooperación Internacional, y la belga ACTEC.
La OSE cuenta además con patrocinadores privados, diferentes en cada país. En España, el Gobierno de La Rioja es el patrocinador principal, sumándose otros como Palacios Alimentación, Ochoa Impresores, VidaCaixa e Ibercaja Obra Social.

## Historia
La Olimpiada Solidaria de Estudio nació en 2003 en la ciudad española de Logroño (La Rioja). Allí se celebró la primera edición, en la que participaron 436 estudiantes que estudiaron 5.124 horas, que se convirtieron en euros para financiar un orfanato para niñas en la ciudad de Lubango (Angola).
Desde entonces el número de ciudades participantes en la OSE ha crecido en España y a ellas se han sumado otras de diferentes países. Así, en su XI edición (2013), esta iniciativa recaudó 632.732 horas/euros, con los cuales se financiaron 5 proyectos de cooperación en Haití (2), México, R.D. del Congo y Ecuador, gracias a los 62.800 participantes que acudieron a las 431 salas de estudio habilitadas en un total de 12 países (España, Bélgica, Francia, Croacia, Burundi, República Democrática del Congo, Costa de Marfil, Ecuador, Haití, México, Chile y Portugal).
En ediciones anteriores participaron otros países como Alemania, Brasil, República Checa, Colombia, Eslovaquia, Letonia, Lituania, Italia, Eslovenia o Suecia.